# تريسيا كاست
تريسيا كاست (بالإنجليزية: Tricia Cast)‏ هي ممثلة أمريكية، ولدت في 16 نوفمبر 1966 في ميدفورد في الولايات المتحدة.

## وصلات خارجية
- تريسيا كاست على موقع IMDb (الإنجليزية)
- تريسيا كاست على موقع ميوزك برينز (الإنجليزية)
- تريسيا كاست على موقع أول موفي (الإنجليزية)
- تريسيا كاست على موقع قاعدة بيانات الفيلم (الإنجليزية)